# Purgatori (novel·la 2003)
Purgatori és una novel·la de l'escriptor, antropòleg i sociòleg valencià Joan Francesc Mira i Casterà, publicada l'any 2003, és la segona entrega d'una trilogia inspirada en obres clàssiques que situen la trama a València. Premi Sant Jordi de Novel·la, atorgat durant la 52ena edició de la Nit de Santa Llúcia.

## Argument
Salvador Donat és un metge de poble que viu una maduresa tranquil·la i contemplativa. Veurà trasbalsada la seva rutina quan ha d'anar a València a acompanyar el seu germà Josep, empresari d'èxit, malalt de càncer.

## Personatges
- Salvador Donat: Protagonista. Metge de poble, que ha estat fora molt de temps i quan hi torna s'adona que no hi encaixa.
- Josep Donat: Germà de Salvador. Home ric i poderòs, retrat invers de Salvador.
- Teodor Llorens: xofer i persona de confiança d'en Josep, germà d'en Salvador. D'origen valencià per part de pare i guineà per part de mare.
- Bibiana: la minyona que va criar els dos germans.
- Matilde: secretària i amant de Josep.

## Anàlisi de l'obra
Joan Francesc Mira parteix de l'estructura narrativa i conceptual del Purgatori de Dante per desenvolupar les reflexions vitals del narrador i protagonista.
El personatge que fa de Virgili, el guía del protagonista és en Teodor Llorens, nom que li ve derívat de Teodor Llorente, el poeta més reconegut de la Renaixença valenciana.
El fil narrador de l'obra és aquest viatge que fa en Salvador, baixant amb la seva Harley Davidson del seu paradís particular, fins a l'embogida València actual, on els dos germans viuran el seu purgatori respectiu, cadascun segons les seves pròpies circumstàncies. Josep, ha viscut al límit, ara espera la seva mort. Salvador, que ha oblidat el seu paradís personal: la infantesa i un amor impossible, però la baixada al seu purgatori li farà despertar a la vida. L'oposició com a símbols de dues actituds davant la vida que representen els dos germans, en la que trobarem un Salvador trastocat en el seu interior i la seva visió del món. Al voltant del centre narratiu hi ha un entramat de personatges que actuen en funció del protagonista, per contrast, oposició o complement.
Paral·lelament amb la Divina comèdia, l'amor fa possible la connexió amb la nova realitat, fent més entenedor el que ens envolta. Com la Beatriu de Dante, al Purgatori hi ha una substitució de la dona que encarna l'amor impossible per una altra. L'autor insinua doncs l'amor com a redempció.

## Recepció de l'obra

### Premis
- Premi Sant Jordi (2002)
- Premi de la Crítica, de narrativa catalana (2004)

## Trilogia sobre València
Joan Francesc Mira va escriure tres novel·les que conformen una trilogía donant una visió de la ciutat de València, agafant com a referencia les obres del món clàssic.
Es va iniciar amb Els treballs perduts (1989), on a partir de la història dels treballs d'Hèrcules el protagonista observa la ciutat intramurs. Segueix Purgatori, basada en el capítol del mateix nom de la Divina Comèdia i finalitza amb El professor d'història (2008), reflexionant sobre el sentit global d'allò que ha viscut, amb un fons teòric basat en el mite del Faust de Goethe.